# Carlos Alves (futebolista)
Carlos Alves Pereira Alves (Lisboa, 6 de Fevereiro de 1988) é um futebolista português, que joga habitualmente a defesa esquerdo.
Pertence ao Clube Desportivo Cova da Piedade, desde a época 2015/2016. Já passou por clubes como o Oriental, Atlético, Belenenses (clube de formação).